# Albert d'Aquisgrà

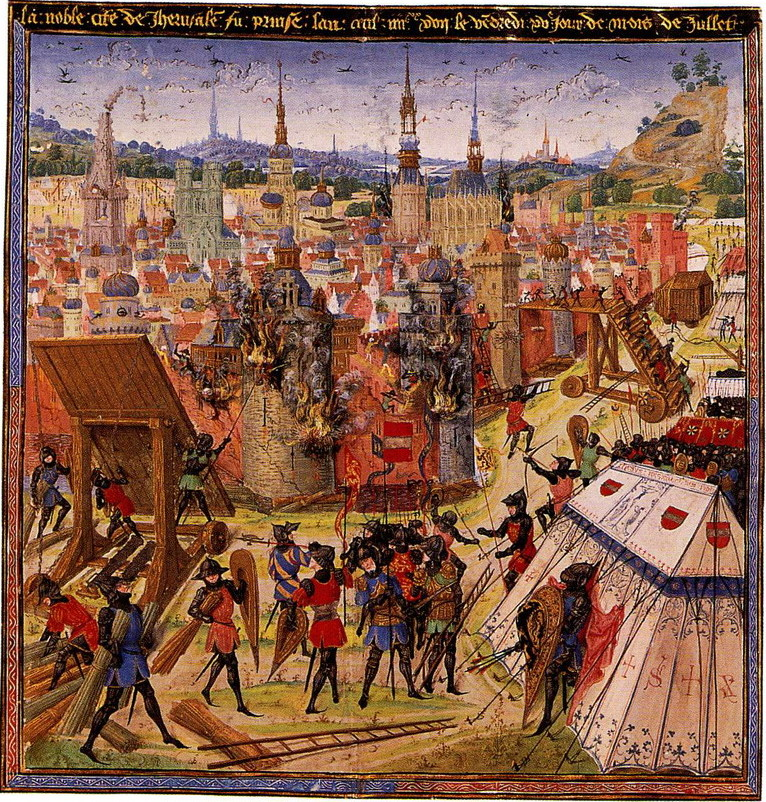
Conquesta de Jerusalem durant la Primera Croada (1099). Il·lustració baixmedieval no identificada (segles XIV o XV) probablement de Sebastien Memerot, Les Passages d'oultre mer.

Albert d'Aquisgrà o Albert d'Aix(-la-Chapelle) (floruit circa 1100), fou un cronista de la Primera Croada, nascut en la primera meitat del segle xi, que fou també canonge i custos (guardià) de la catedral d'Aquisgrà.
Res no se sap de la seva vida llevat que fou l'autor de la Historia Hierosolymitanae expeditionis (“Història de l'expedició a Jerusalem”), també titulada Chronicon Hierosolymitanum de bello sacro, una obra en llatí que consta de dotze llibres, escrits entre l'any 1125 i el 1150. Aquesta història comença amb el concili de Clermont i tracta sobre les vicissituds de la primera croada i els inicis del Regne de Jerusalem i la creació dels estats croats. La narració acaba una mica abruptament amb els fets de l'any 1121.
Aquest text fou força conegut durant l'edat mitjana i fou emprat per l'arquebisbe Guillem de Tir, com a font documental per als primers sis llibres de la seva Belli sacri historia. En època moderna, havia estat acceptat sense reserves per la majoria dels historiadors, inclòs Edward Gibbon, però en temps més recents els seu valor històric ha estat posat en dubte, tot i que el veredicte dels més prestigiosos acadèmics és que, en general, és un informe prou fiable sobre els esdeveniments de la primera croada, encara que contingui algunes afegits llegendaris.
Albert mai estigué en Terra Santa, però sembla que tingué informació de primera mà, resultat d'entrevistes amb croats que ho havien viscut i de correspondència amb persones implicades en els fets. A diferència d'altres cronistes de la primera croada, Albert no confià en la Gesta Francorum per a la narració, sinó que ho feu amb les paraules pròpies; en tot cas potser tingués accés a la Chanson d'Antioche, ja que conté similituds amb aquest poema. La primera edició del text d'Albert s'imprimí a Helmstedt el 1584, i se'n feu una edició millor formant part del prestigiós Recueil des historiens des croisades, tom IV (París, 1841–1887).